# Campionati mondiali di lotta 2019
I campionati mondiali di lotta 2019 si sono svolti presso la Barys Arena di Nur-Sultan, in Kazakistan, dal 14 al 22 settembre 2019. Sono stati la 16ª edizione a comprendere contestulmente i tornei di lotta greco-romana e lotta libera femminile e maschile.

## Classifica squadre
| Class | Lotta libera maschile | Lotta libera maschile | Lotta Greco-Romana | Lotta Greco-Romana | Lotta libera femminile | Lotta libera femminile |
| Class | Squadra               | Punti                 | Squadra            | Punti              | Squadra                | Punti                  |
| ----- | --------------------- | --------------------- | ------------------ | ------------------ | ---------------------- | ---------------------- |
| 1     | Russia                | 194                   | Russia             | 132                | Giappone               | 137                    |
| 2     | Kazakistan            | 108                   | Uzbekistan         | 80                 | Russia                 | 108                    |
| 3     | Iran                  | 96                    | Georgia            | 79                 | Stati Uniti            | 105                    |
| 4     | Stati Uniti           | 94                    | Iran               | 75                 | Cina                   | 102                    |
| 5     | Georgia               | 85                    | Kazakistan         | 72                 | Ucraina                | 92                     |
| 6     | India                 | 79                    | Giappone           | 65                 | Kazakistan             | 53                     |
| 7     | Azerbaigian           | 56                    | Ungheria           | 64                 | Mongolia               | 49                     |
| 8     | Turchia               | 48                    | Cuba               | 57                 | Azerbaigian            | 48                     |
| 9     | Uzbekistan            | 34                    | Armenia            | 55                 | Germania               | 42                     |
| 10    | Giappone              | 34                    | Germania           | 50                 | Svezia                 | 41                     |

## Podi

### Lotta libera maschile
| Evento        | Oro                 | Argento              | Bronzo                                                  |
| fino a 57 kg  | Zaur Uguev          | Süleyman Atlı        | Nurislam Sanayev Ravi Kumar                             |
| fino a 61 kg  | Beka Lomtadze       | Magomedrasul Idrisov | Behnam Ehsanpour Rahul Aware                            |
| fino a 65 kg  | Gadžimurad Rašidov  | Daulet Niyazbekov    | Bajrang Punia Iszmail Muszukajev                        |
| fino a 70 kg  | David Baev          | Nurkozha Kaipanov    | Magomedmurad Gadžiev Younes Emami                       |
| fino a 74 kg  | Zaurbek Sidakov     | Frank Chamizo        | Daniar Kaisanov Zelimkhan Khadjiev Jordan Burroughs     |
| fino a 79 kg  | Kyle Dake           | Cəbrayıl Həsənov     | Gadži Nabiev Tajmuraz Salkazanov                        |
| fino a 86 kg  | Hassan Yazdani      | Deepak Punia         | Stefan Reichmuth Artur Najfonov                         |
| fino a 92 kg  | J'den Cox           | Alireza Karimi       | Irakli Mtsituri Alichan Žabrailov                       |
| fino a 97 kg  | Abdulrašid Sadulaev | Şərif Şərifov        | Kyle Snyder Magomedgadzhi Nurov                         |
| fino a 125 kg | Geno Petriashvili   | Taha Akgül           | Oleksandr Chocjanivs'kyj Deng Zhiwei Khasanboy Rakhimov |

### Lotta greco-romana maschile
| Evento        | Oro                | Argento            | Bronzo                                    |
| fino a 55 kg  | Nugzari Tsurtsumia | Khorlan Zhakansha  | Eldəniz Əzizli Shota Ogawa                |
| fino a 60 kg  | Ken'ichirō Fumita  | Sergej Emelin      | Meirambek Ainagulov Alireza Nejati        |
| fino a 63 kg  | Shinobu Ōta        | Stepan Marjanjan   | Slavik Galstyan Almat Kebispayev          |
| fino a 67 kg  | Ismael Borrero     | Artëm Surkov       | Frank Stäbler Máté Nemeš                  |
| fino a 72 kg  | Abujazid Mancigov  | Aram Vardanian     | Aik Mnatsakanian Bálint Korpási           |
| fino a 77 kg  | Tamás Lőrincz      | Alex Kessidis      | Mohammadali Geraei Jalgasbay Berdimuratov |
| fino a 82 kg  | Lasha Gobadze      | Rafiq Hüseynov     | Qian Haitao Saeid Abdevali                |
| fino a 87 kg  | Žan Belenjuk       | Viktor Lőrincz     | Rustam Assakalov Denis Kudla              |
| fino a 97 kg  | Musa Evloev        | Art'our Aleksanyan | Mihail Kadžaja Cenk İldem                 |
| fino a 130 kg | Rıza Kayaalp       | Óscar Pino         | Heiki Nabi Iakob Kajaia                   |

### Lotta libera femminile
| Evento       | Oro                | Argento          | Bronzo                                    |
| fino a 50 kg | Marija Stadnyk     | Alina Vuc        | Valentina Islamova Ekaterina Poleščuk     |
| fino a 53 kg | Pak Yong-mi        | Mayu Mukaida     | Vinesh Phogat Pang Qianyu                 |
| fino a 55 kg | Jacarra Winchester | Nanami Irie      | Ol'ga Chorošavceva Bat-Ochiryn Bolortuyaa |
| fino a 57 kg | Risako Kawai       | Rong Ningning    | Iryna Kuračkina Odunayo Adekuoroye        |
| fino a 59 kg | Linda Morais       | Ljubov' Ovčarova | Pei Xingru Baatarjavyn Shoovdor           |
| fino a 62 kg | Aisuluu Tynybekova | Tajbe Jusein     | Henna Johansson Yukako Kawai              |
| fino a 65 kg | Inna Tražukova     | Iryna Koljadenko | Wang Xiaoqian Elis Manolova               |
| fino a 68 kg | Tamyra Mensah      | Jenny Fransson   | Soronzonbold Battsetseg Anna Schell       |
| fino a 72 kg | Natal'ja Vorob'ëva | Alina Berežna    | Masako Furuichi Pa Liha                   |
| fino a 76 kg | Adeline Gray       | Hiroe Suzuki     | Epp Mäe Aline Focken                      |

## Medagliere
| Pos.   | Paese              | Oro | Argento | Bronzo | Totale |
| ------ | ------------------ | --- | ------- | ------ | ------ |
| 1      | Russia             | 9   | 5       | 5      | 19     |
| 2      | Stati Uniti        | 5   | 0       | 2      | 7      |
| 3      | Georgia            | 4   | 0       | 2      | 6      |
| 4      | Giappone           | 3   | 3       | 3      | 9      |
| 5      | Azerbaigian        | 1   | 3       | 2      | 6      |
| 6      | Turchia            | 1   | 2       | 1      | 4      |
| 6      | Ucraina            | 1   | 2       | 1      | 4      |
| 8      | Iran               | 1   | 1       | 5      | 7      |
| 9      | Ungheria           | 1   | 1       | 2      | 4      |
| 10     | Cuba               | 1   | 1       | 0      | 2      |
| 11     | Canada             | 1   | 0       | 0      | 1      |
| 11     | Corea del Nord     | 1   | 0       | 0      | 1      |
| 11     | Kirghizistan       | 1   | 0       | 0      | 1      |
| 14     | Kazakistan         | 0   | 3       | 5      | 8      |
| 15     | Svezia             | 0   | 2       | 1      | 3      |
| 16     | Cina               | 0   | 1       | 6      | 7      |
| 17     | India              | 0   | 1       | 4      | 5      |
| 18     | Uzbekistan         | 0   | 1       | 2      | 3      |
| 19     | Armenia            | 0   | 1       | 1      | 2      |
| 19     | Bulgaria           | 0   | 1       | 1      | 2      |
| 21     | Italia             | 0   | 1       | 0      | 1      |
| 21     | Romania            | 0   | 1       | 0      | 1      |
| 23     | Germania           | 0   | 0       | 4      | 4      |
| 24     | Mongolia           | 0   | 0       | 3      | 3      |
| 25     | Estonia            | 0   | 0       | 2      | 2      |
| 25     | Serbia             | 0   | 0       | 2      | 2      |
| 27     | Bielorussia        | 0   | 0       | 1      | 1      |
| 27     | Macedonia del Nord | 0   | 0       | 1      | 1      |
| 27     | Nigeria            | 0   | 0       | 1      | 1      |
| 27     | Polonia            | 0   | 0       | 1      | 1      |
| 27     | Slovacchia         | 0   | 0       | 1      | 1      |
| 27     | Svizzera           | 0   | 0       | 1      | 1      |
| Totale | Totale             | 30  | 30      | 60     | 120    |